# Uniforme de la selección de fútbol de Noruega

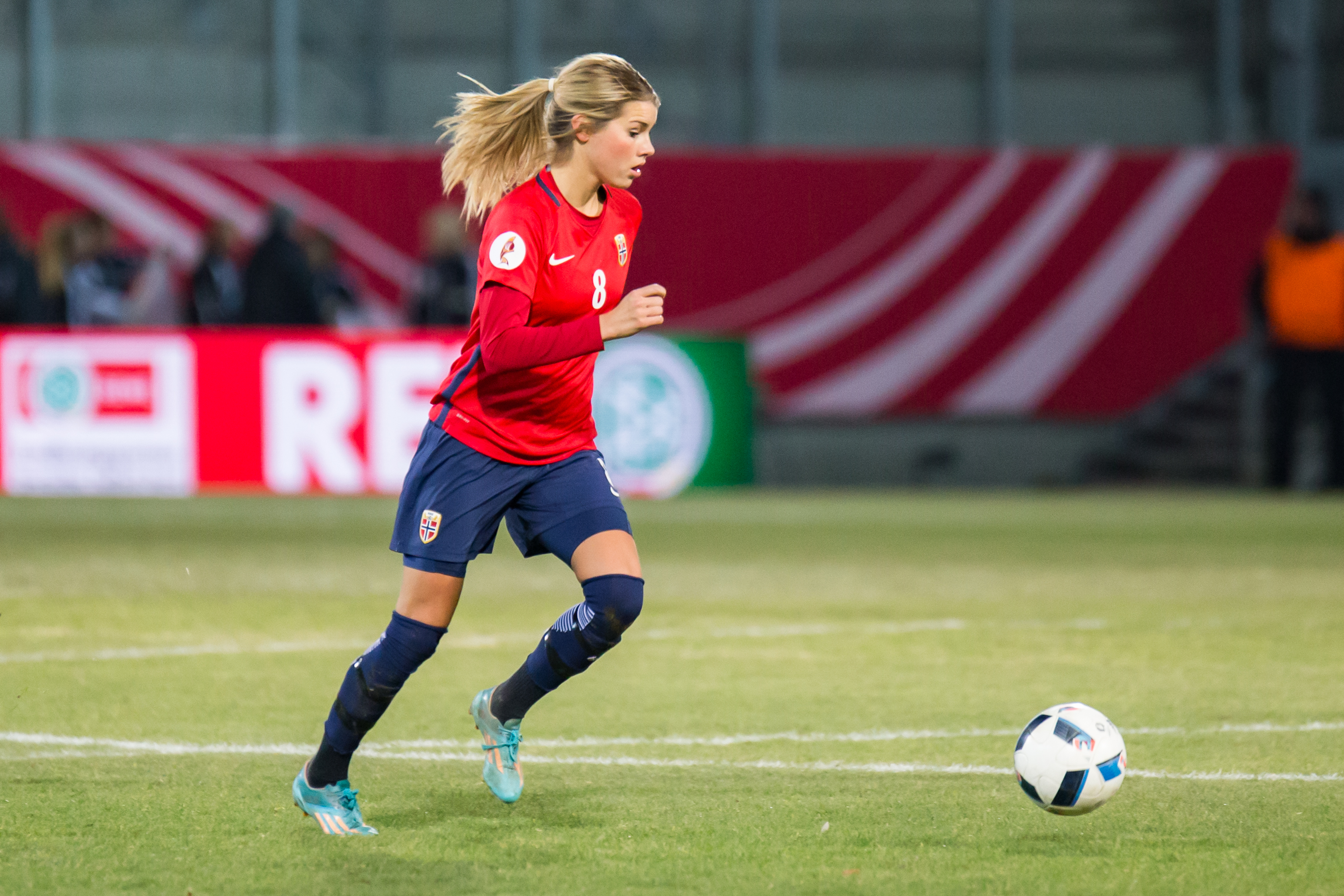
La jugadora Andrine Hegerberg vistiendo el uniforme de la selección noruega diseñado por Nike.

Entre 1997 y 2014, los uniformes de Noruega fueron suministrados por Umbro. Se hicieron cargo de Adidas que suministró el uniforme de 
Noruega entre 1992 y principios de 1997.
El 10 de septiembre de 2014, el NFF y  Nike anunciaron una nueva asociación que convirtió al proveedor de ropa deportiva en el proveedor oficial del equipo noruego a partir del 1 de enero de 2015. La nueva asociación se extenderá hasta al menos 2021.

## Proveedor
| proverdor      | Periodo       |
| -------------- | ------------- |
| Le Coq Sportif | 1976–1980     |
| Hummel         | 1981–1991     |
| Adidas         | 1992–1997     |
| Umbro          | 1997–2014     |
| Nike           | 2015–presente |

## Evolución del uniforme

### Local
| 1938 | 1990-1991 | 1992-1994 | 1994-1995 | 1996 | 1997 | 1998-1999 | 2000-2001 | 2002 |

| 2003 | 2004-2006 | 2006-2007 | 2008-2009 | 2010-2011 | 2012-2014 | 2015-2016 | 2016-2018 | 2018-2020 |

| 2020-2022 | 2022-2024 | 2024-actual |

### Visitante
| 1938 |  | 1992-1994 | 1994-1996 | 1996-1997 | 1997-1998 | 1998-2000 | 2000-2001 | 2002 | 2003-2005 |

| 2006 | 2007-2008 | 2009-2011 | 2012-2014 | 2015-2016 | 2016-2018 | 2018-2020 | 2020-2022 | 2022-2024 |

| 2024-actual |